# Жертвенник воскурения

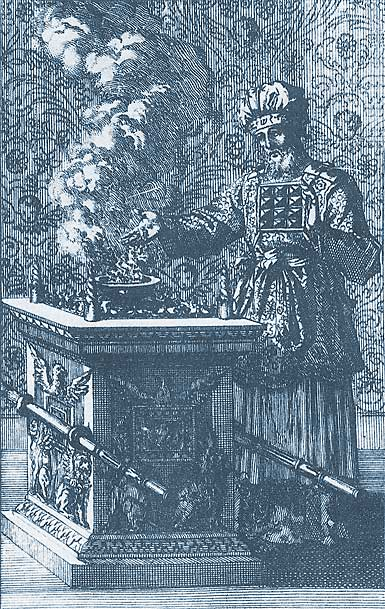
Первосвященник, воскуряющий фимиам. Гравюра на меди из книги «Республика евреев». Ж. Банаж. Амстердам, 1713

Жертвенник воскурения (ивр. מזבח הקטורת‎, мизбах а-кторет) — жертвенник (алтарь), на котором воскурялся фимиам. Один из центральных предметов службы в Скинии, а затем и в Храме. Назывался также «золотой жертвенник» (ивр. מזבח הזהב‎), в отличие от медного «жертвенника всесожжения».

## Устройство
И сделай жертвенник для сжигания курений; из дерева шиттим сделай его. Локоть длина его и локоть ширина его; четырехугольным да будет он и в два локтя вышиною; роги его из него же. И обложи его золотом чистым, верх его и стены его кругом, и роги его; и сделай к нему золотой венец вокруг. И два кольца золотых сделай к нему под венцом его на двух сторонах его; по обеим его сторонам сделай; и будут они вместилищами для шестов, чтобы носить его посредством их. И сделай шесты из дерева шиттим, и обложи их золотом. И помести его пред завесою, которая пред Ковчегом откровения, против крышки, которая над откровением, где Я буду являться тебе
— Исх. 30:1-6
Жертвенник воскурения был сделан из дерева акации и покрыт листовым золотом (Исх. 30:1-10). Его верхняя плоскость имела равные стороны, 1×1 локоть (52×52 см), а его высота составляла 2 локтя (105 см). На каждом из его углов также были рогообразные выступы, как и на Жертвеннике всесожжения. Золотые кольца по бокам позволяли переносить его при помощи позолоченных шестов из акации.
В Скинии Жертвенник воскурения располагался посередине Святилища, на расстоянии 10 локтей от масах (входной завесы) и парохет (завесы, закрывающей вход в Святая святых) и 5 локтей от каждой из стен
В Храме Соломона Жертвенник воскурения помещался перед завесой, висящей у входа в Святая святых, сделан он был из кедрового дерева, также покрытого золотом (3Цар. 7:48.

## Ритуал, связанный с Жертвенником воскурения
И будет курить на нем Аарон курением благовонным; каждое утро, когда он приготовляет лампады, будет курить им. И когда зажигает Аарон лампады в сумерки, он будет курить им. Это курение постоянное пред Господом в роды ваши. Не возносите на нем иного курения, ни всесожжения, ни приношения хлебного; и возлияния не возливайте на него. И совершать будет Аарон над рогами его искупление однажды в год; кровью очистительной жертвы искупления будет он однажды в год совершать искупление на нем в роды ваши. Пресвят он Господу.
— Исх. 30:7-10
Ежедневно первосвященник должен был жечь на нём благовонные курения в утреннее и вечернее время.